# 46P/Виртанен
46P/Виртанен е късопериодична комета с орбитален период около Слънцето 5,44 години. Кометата спада към семейството комети на Юпитер, чийто афелий е между 5 и 6 AU. Диаметърът ѝ се оценява на около 1,2 км.

## Откриване
Кометата е открита от американския астроном Карл Виртанен от обсерваторията Лик (Калифорния) на 17 януари 1948 г. Откриването става на фотографска плака, заснета около месец и половина след преминаването ѝ през перихелий. Сравнявайки положението с по-ранни снимки от началото на декември 1947, става ясно, че новооткритата комета е късопериодична с орбитален период 5,44 години, с перихелий 1,06 AU, афелий 5,13 AU и ексцентрицитет 0,659.

## Орбита
Орбитата на кометата и орбиталният ѝ период не са постоянни величини, като силно зависят от периодичното ѝ преминаване покрай Юпитер, който с огромното си притегляне може да променя параметрите на орбитата. Така през 1974 г., преминавайки само на 0,28 AU от Юпитер, перихелият се скъсява до 1,26 AU. През 1984 г. кометата отново преминава покрай Юпитер, този път на 0,47 AU, и перихелият се скъсява до настоящите 1,06 AU. Дългосрочните прогнози показват, че от XVII до XXIV век перихелият варира между 1,5 и 2 AU.

## Преминаване покрай Земята
Sun ·    Mercury  ·   Venus ·   Earth ·   Mars ·   Jupiter ·   46P/Wirtanen
По-предишното най-близко преминаване покрай Земята е било на 17 февруари 2008 година (0,92 AU), а следващото настъпва на  16 декември 2018 година, когато кометата 46P/Виртанен е преминала само на 0,0774 AU (11 580 000 km), или на разстояние от нашата планета 30 пъти по-далеч от Луната (30LD), но без никаква опасност от сблъскване. В този момент кометата е била с най-голямата видима звездна величина +4,2 m, която няма да се повтори през бъдещите десетилетия. Следващото най-близко преминаване покрай Земята се очаква през октомври 2029 г., когато ще се доближи не повече от 0,76 AU.

## Космическа мисия
Кометата 46P/Виртанен е определена като първа цел за апарата Розета (заедно със спускаемия модул „Фѝле“, който е трябвало да кацне на тази комета). Поради технически проблеми в ракетата-носител Ариана 5 се пропуска стартовият прозорец и като втора цел е набелязана кометата 67P/Чурюмов-Герасименко, където се осъществява успешно и първото кацане на земен изкуствен апарат върху комета.